# Tore Pedersen
Tore Pedersen (Fredrikstad, 1969. szeptember 29. –) norvég válogatott labdarúgó.

## Nemzeti válogatott
A norvég válogatottban 47 mérkőzést játszott.

## Statisztika
| Norvég válogatott | Norvég válogatott | Norvég válogatott |
| Időszak           | Mérk.             | gól               |
| ----------------- | ----------------- | ----------------- |
| 1990              | 5                 | 0                 |
| 1991              | 8                 | 0                 |
| 1992              | 10                | 0                 |
| 1993              | 10                | 0                 |
| 1994              | 5                 | 0                 |
| 1995              | 1                 | 0                 |
| 1996              | 1                 | 0                 |
| 1997              | 4                 | 0                 |
| 1998              | 0                 | 0                 |
| 1999              | 3                 | 0                 |
| Összesen          | 47                | 0                 |